# Pomnik Synom Ziemi Sanockiej Poległym i Pomordowanym za Polskę w Sanoku
Pomnik Synom Ziemi Sanockiej Poległym i Pomordowanym za Polskę – pomnik w Sanoku.
Znajduje się na placu św. Jana. W przybliżeniu w tym miejscu stał w latach 1902–1941 pierwszy sanocki Pomnik Tadeusza Kościuszki.
Pomysł pomnika jako łączne upamiętnienie sanoczan w II wojnie światowej zaistniał po raz pierwszy po jej zakończeniu. Następnie został podniesiony po 1989. Inicjatorem ustanowienia pomnika był ppłk Marian Jarosz. Wówczas sprowadzono do Sanoka 36 urn z prochami mieszkańców miasta i okolic biorących udział w walkach na frontach wojny. 11 marca 1999 powstał społeczny Komitet Budowy Pomnika, powołany przez organizacje kombatanckie z Sanoka, którego przewodniczącym został Andrzej Bernacki. Powyższe ciało działało jako Stowarzyszenie Komitet budowy Pomnika Synom Ziemi Sanockiej Poległym za Polskę. 22 kwietnia 1999 Rada Miasta Sanoka podjęła uchwałę w sprawie budowy pomnika wskazując jego lokalizację. Wybór lokalizacji miejsca podjęto po konsultacji z pracownikami Akademii Sztuk Pięknych im. Jana Matejki w Krakowie. Wykonanie pomnika zostało sfinansowane ze składek społecznych. W wyniku przeprowadzonego konkursu na projekt pomnika został wybrany pomysł, który zgłosił prof. Jan Tutaj z krakowskiej ASP. Decyzję zatwierdziła Rada Ochrony Pamięci Walk i Męczeństwa. We wrześniu 2003 wmurowano akt erekcyjny, a prace nad instalacją pomnika trwały od połowy 2005 (formy odlewów wykonała miejscowa firma GT).
Patronat honorowy na budową pomnika objął prezydent RP Aleksander Kwaśniewski. Pomnik został odsłonięty w Narodowe Święto Niepodległości 11 listopada 2005 roku (w 87. rocznicę odzyskania przez Polskę niepodległości).
Upamiętnia ofiary walk z II wojny światowej, niemieckich obozów koncentracyjnych, zbrodni katyńskiej, zbrodni UPA – pochodzących z Sanoka i ziemi sanockiej. Jest wykonany z brązu. Jego główna część to miecz stylizowany na krzyż. w formie rozciętej pionowo w połowie, umieszczony na brukowanym ukośnym postumencie, na którym u góry znajduje się napis główny: "Synom Ziemi Sanockiej Poległym i Pomordowanym za Polskę", na lewym krańcu jest umiejscowiony herb Sanoka, na prawym krańcu Godło Rzeczypospolitej Polskiej, zaś pomiędzy nimi położono 37 tabliczek przywołujących miejsca walk, martyrologii i kaźni począwszy od 1939 roku. U podnóża zostały wmurowane urny z ziemią pochodzącą z miejsc bitew, w których brali udział sanoczanie.

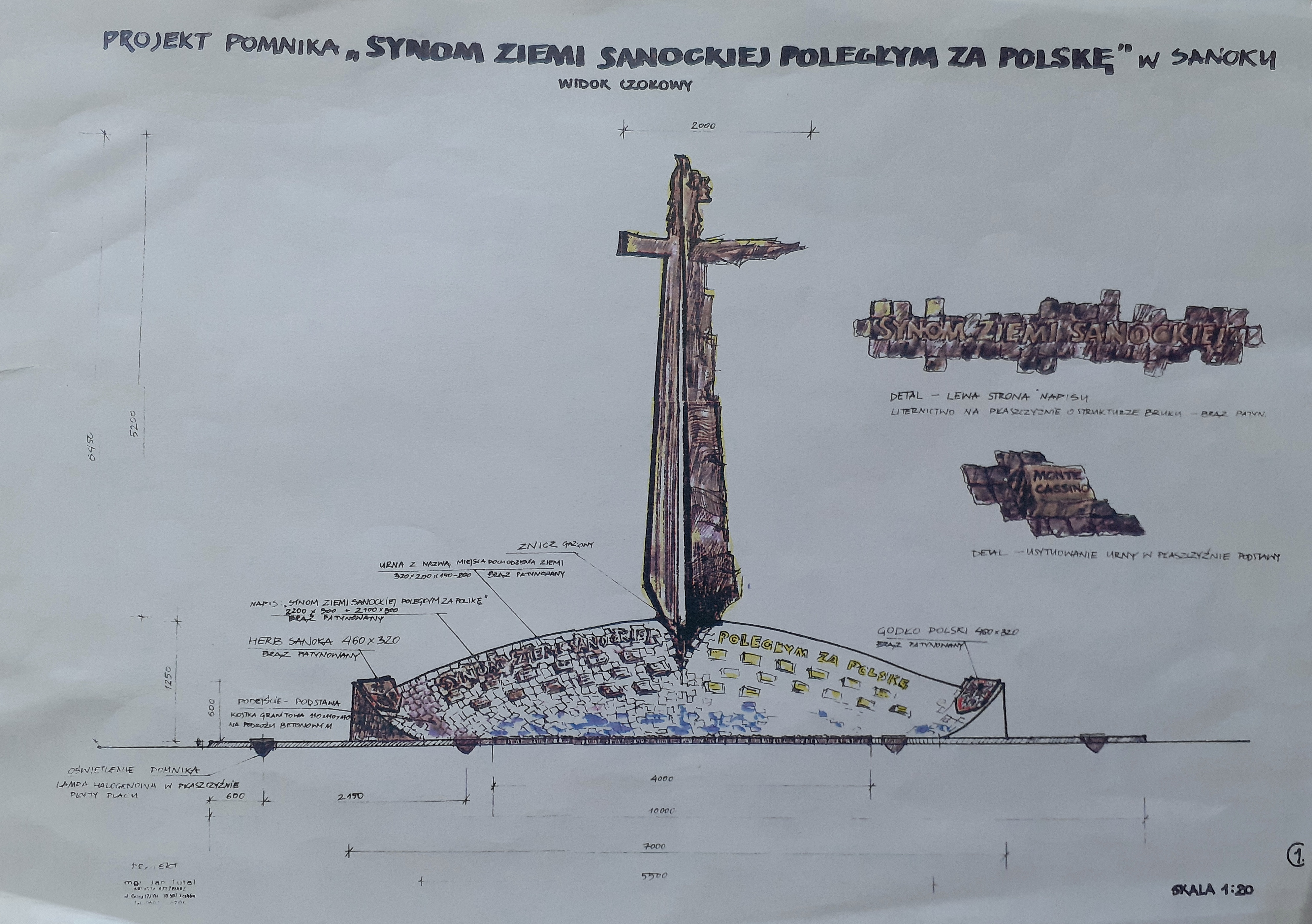
Projekt pomnika autorstwa prof. Jana Tutaja

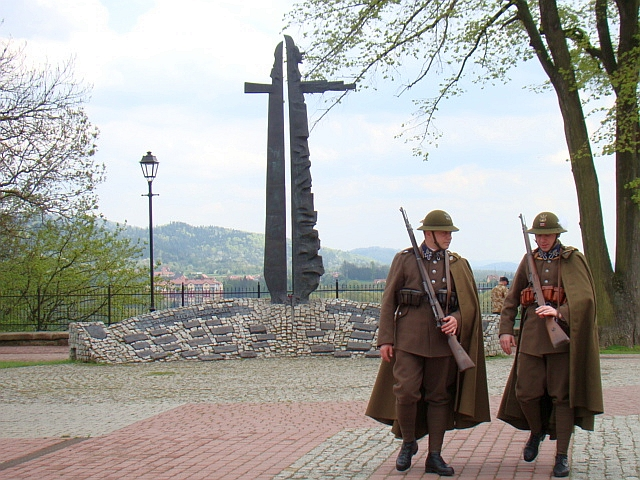
Rekonstruktorzy 2 Pułku Strzelców Podhalańskich przed pomnikiem (2010)

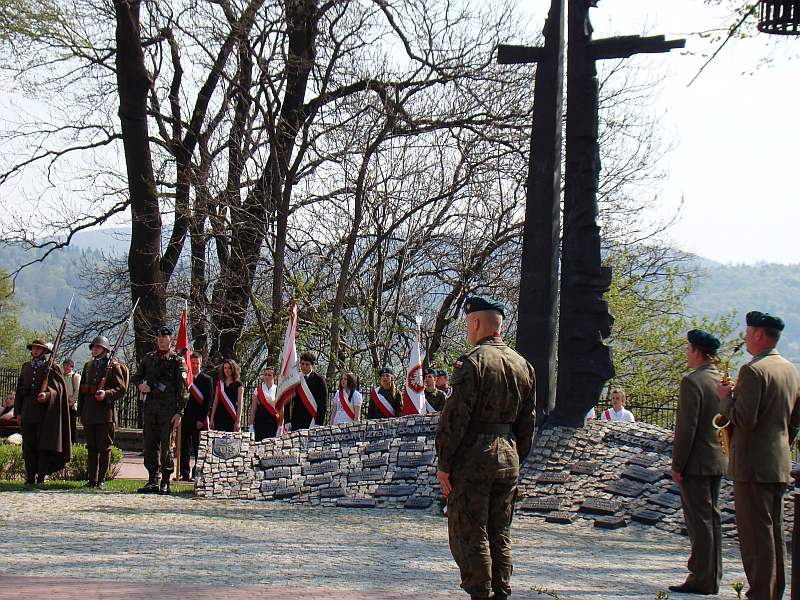
Uroczystości przed pomnikiem (2011)

- Po lewej stronie znajduje się 20 tabliczek:
  - „Westerplatte-Hel 1939” (upamiętnia obronę Westerplatte w dniach 1–7 września 1939 roku oraz obronę Helu od 1 września do 2 października 1939 roku w czasie kampanii wrześniowej)
  - „Gdynia-Redłowo 1939” (walki o Redłowo, dzielnicę Gdyni, podczas obrony Wybrzeża w kampanii wrześniowej 1939 roku)
  - „Kock 1939” (bitwa pod Kockiem stoczona 2–6 października 1939 w czasie kampanii wrześniowej)
  - „Jurków-Koniecmosty 1939” (obrona linii dolnej Nidy: Jurków – Koniecmosty podczas kampanii wrześniowej)
  - „Wilno 1939–1945” (dotyczy Wilna podczas II wojny światowej, zob. m.in. Obrona Wilna (1939))
  - „Warszawa 1939–1945” (dotyczy Warszawy podczas II wojny światowej, Historia Warszawy w czasie II wojny światowej, w tym powstanie warszawskie)
  - „Lwów 1939–1945” (dotyczy Lwowa podczas II wojny światowej, zob. kalendarium Lwowa)
  - „Narwik 1940” (bitwa o Narwik od 9 kwietnia do 8 czerwca 1940 roku)
  - „Tobruk 1941” (bitwa o Tobruk od 10 kwietnia do 27 listopada 1941 roku)
  - „Londyn 1940–1945” (dotyczy Londynu podczas II wojny światowej, zob. m.in. bitwa o Anglię)
  - „Falaise-Chamboise 1944” (bitwa pod Falaise 7–21 sierpnia 1944 roku, w tym starcie pod Chambois[a])
  - „Oświęcim 1940–1945” (zespół niemieckich nazistowskich obozów koncentracyjnych Auschwitz-Birkenau)
  - „Majdanek 1941–1944” (obóz koncentracyjny Majdanek)
  - „Lenino 1943" (bitwa pod Lenino 12–13 października 1943 roku)
  - „Monte Cassino 1944” (bitwa o Monte Cassino 17 stycznia – 19 maja 1944 roku)
  - „Arnhem 1944" (walki pod Arnhem wrzesień 1944 roku)
  - „Puławy-Dęblin 1944” (walki o Puławy i Dęblin)
  - „Kołobrzeg 1945" (bitwa o Kołobrzeg 4–18 marca 1945 roku)
  - „Wał Pomorski 1945” (przełamanie Wału Pomorskiego, Operacja wiślańsko-odrzańska od stycznia 1945 roku)
  - „Berlin 1945” (bitwa o Berlin 16 kwietnia – 2 maja 1945 roku)
- Po prawej stronie jest 17 tabliczek:
  - „Sanok Ziemia Sanocka 1939–1944” (ofiary z miasta i okolic, które zginęły na miejscu podczas II wojny światowej)
  - „Dachau 1940–1945” (obóz koncentracyjny Dachau)
  - „Buchenwald 1940–1945” (obóz koncentracyjny Buchenwald)
  - „Mauthausen 1940–1945” (obóz koncentracyjny Mauthausen-Gusen)
  - „Flossenbürg 1940–1945” (obóz koncentracyjny Flossenbürg)
  - „Neuengamme 1940–1945” (obóz koncentracyjny Neuengamme)
  - „Gross Rosen 1940–1945” (obóz koncentracyjny Groß-Rosen)
  - „Kozielsk Katyń 1940” (miejsce kaźni w ramach zbrodni katyńskiej – Kozielsk i Katyń)
  - „Ostaszków Twer Miednoje 1940” (miejsce kaźni w ramach zbrodni katyńskiej – Ostaszków, Twer i Miednoje)
  - „Starobielsk Charków 1940” (miejsce kaźni w ramach zbrodni katyńskiej – Starobielsk i Charków)
  - „Workuta 1940–1996” (sowiecki obóz systemu Gułag – Workuta)
  - „Gruszka k/ Tarnawy 1940” (rozstrzelanie 112 więźniów na wzgórzu Gruszka 5 lipca 1940)
  - „Bełżec 1941–1943” (obóz zagłady Bełżec)
  - „Treblinka 1941–1944” (obóz pracy i zagłady Treblinka)
  - „Wołyń 1942–1945” (rzeź wołyńska)
  - „Baligród 1944–1948” (zbrodnia w Baligrodzie 6 sierpnia 1944 roku)
  - „Jasiel 1946” (zbrodnia w Jasielu 20 marca 1946 roku)

Pod Pomnikiem obchodzone są regularnie uroczystości państwowe i patriotyczne.